# طائر الجرس الملتحي
طائر الجرس الملتحي ( Procnias averano )، المعروف أيضًا باسم طائر الكامبانيرو أو طائر السندان ، هو طائر من العصفوريات يعيش في شمال أمريكا الجنوبية . يبلغ طول الذكر حوالي 28 سـم (11 بوصة)طويل، بريش أبيض، باستثناء رأس بني وأجنحة سوداء. الأنثى أصغر حجمًا بقليل، رأسها وأجزاؤها العلوية خضراء زيتونية، وأجزاءها السفلية صفراء مُخطّطة باللون الأخضر، ومنطقة فتحة تهوية صفراء. يُصدر الذكر نداءً عاليًا ومتكررًا، بالإضافة إلى أصوات أخرى متنوعة.

## وصفه
مثل طيور قطنجية الأخرى، يتميز طائر الجرس الملتحي بمنقار عريض ذي طرف معقوف، وأجنحة مستديرة، وأرجل قوية، ومظهر لافت. يبلغ طول الذكر حوالي 28 سم، و ريشه أبيض أو رمادي مائل للرمادي، باستثناء أجنحته السوداء ورأسه البني الدافئ. له لحية سوداء خيطية بدون ريش.
الأنثى أصغر حجمًا، يبلغ طولها تقريبًا. 27 سم. أجزاؤها العلوية خضراء زيتونية (أغمق على الرأس)، ومعظم أجزائها السفلية صفراء مخططة بالخضرة، وفتحة رئتيها صفراء صافية. تفتقر إلى لحية على الوجه. كلا الجنسين لهما عيون داكنة، ومنقار أسود، وأرجل رمادية إلى سوداء.

## التوزيع والموطن
طائر الجرس الملتحي موطنه الأصلي فنزويلا (وكذلك الأجزاء المجاورة من كولومبيا وغيانا)، وترينيداد وتوباغو وشمال شرق البرازيل، حيث يوجد في الغابات الرطبة.  يتشاركون في هجرة المرتفعات ؛ حيث يتكاثرون على ارتفاعات تصل إلى 1,900 م (6,200 قدم) ويقضي موسم عدم التكاثر في الأراضي المنخفضة. يوجد نوعان فرعيان: النوع المرشح، P. a. averano ، في شمال شرق البرازيل، و P. a. carnobarba في فنزويلا وترينيداد وأقصى شمال شرق كولومبيا وغرب غيانا وأقصى شمال البرازيل . وهو طائر محلي وغير شائع في فنزويلا، ولكنه شائع إلى حد ما في ترينيداد. تُعد السلالة البرازيلية المرشحة نادرة نسبيًا بسبب تدمير الموائل على نطاق واسع في نطاقها والصيد المكثف لتجارة الطيور في الأقفاص، وبالتالي تعتبر "معرضة للخطر" من قبل المعهد البرازيلي للبيئة والموارد الطبيعية المتجددة.

## علم البيئة

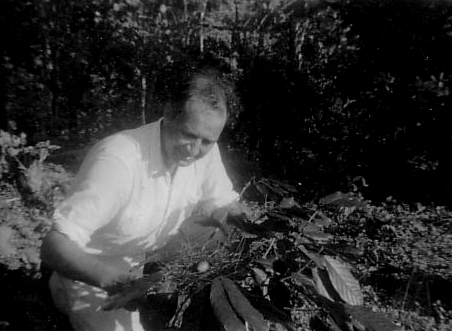
أول عش وبيضة لطائر الجرس الملتحي تم التعرف عليهما، وكان بحوزة الدكتور ويلبر داونز

تتغذى هذه الطيور الجرسية الشجرية بالكامل على الفاكهة والتوت، والتي تلتقطها غالبًا أثناء الطيران. وتفضل فصيلتا الغار والبورسيراسيا بشكل خاص (بالإضافة إلى أراليا وميلاستوماتاسيا )،  وتتغذى صغارها على الغار المتقيأ من الأنثى.

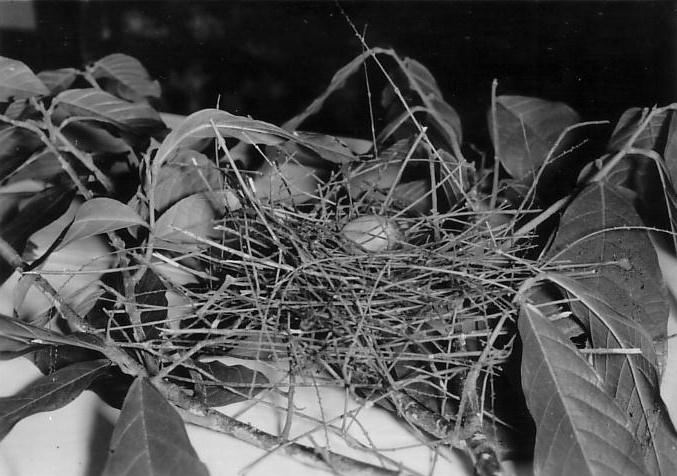
أول عش وبيضة لطائر الجرس الملتحي تم التعرف عليهما، كوماكا، ترينيداد

تبني الأنثى أعشاشها الهشة من الأغصان، وعادةً ما تضعها في الأغصان الخارجية للشجرة. لا تُبنى الأعشاش في الغابة، بل في أشجار مستقلة في مناطق شبه خالية، ربما لتقليل خطر الحيوانات المفترسة العديدة التي قد تهاجم أعشاشها في الغابة، مثل القرود والطوقان والثعابين.
تحتضن الأنثى البيضة الوحيدة ذات اللون البني الفاتح والمرقّطة بالكامل. يختلف موسم وضع البيض في نطاقه؛ من أبريل إلى نوفمبر في ترينيداد، ومن مايو إلى سبتمبر في شمال فنزويلا. اكتُشفت أول بيضة مسجلة بالقرب من كوماكا، ترينيداد، في منتصف خمسينيات القرن العشرين.